# Cikareo Selatan
Cikareo Selatan is een bestuurslaag in het regentschap Sumedang van de provincie West-Java, Indonesië. Cikareo Selatan telt 3902 inwoners (volkstelling 2010).